# Grootbekachtigen
Grootbekachtigen (Stromateoidei) vormen een onderorde van de Makreelachtigen (Scombriformes).

## Taxonomie
De onderorde wordt onderverdeeld in de volgende families:

- Amarsipidae (Amarsipaden)
- Ariommatidae (Ariommiden)
- Centrolophidae
- Nomeidae (Kwallenvissen)
- Stromateidae (Grootbekken)
- Tetragonuridae (Hoekstaarten)